# Gyda de Suède
Gyda de Suède, reine de Danemark, est l'épouse du roi Sven II de Danemark.

## Biographie
Gyda était la fille du roi suédois Anund Jacob, on ne sait pas si la reine Gunild était sa mère. En 1047 ou 1048 elle a épousé le roi danois Svend Estridsen. Peut-être étaient-ils déjà mariés alors que Svend vivait en exil à la cour suédoise ? Après environ un an de mariage, Gyda meurt et on ignore si certains des enfants de Svend sont aussi les siens.
Après la mort d'Anund Jacob, en 1050, Svend épousa sa veuve qui était peut-être sa belle-mère. Le couple fut rapidement forcé par l'église de divorcer. Gunild retourna en Suède, où elle possédait des biens dans le Västergötland et, selon la tradition, vécut une vie retirée pour expier ses péchés. Gyda et Gunild sont souvent confondues parce qu'elles avaient le même nom (Guda et Gyda) et parce qu'elles furent toutes les deux mariées à Svend Estridsen.

## Source
- (da) « Gyda », (Dansk biografisk Lexikon / VI. Bind. Gerson - H. Hansen) (consulté le 6 mars 2014).